# Dao (sable)

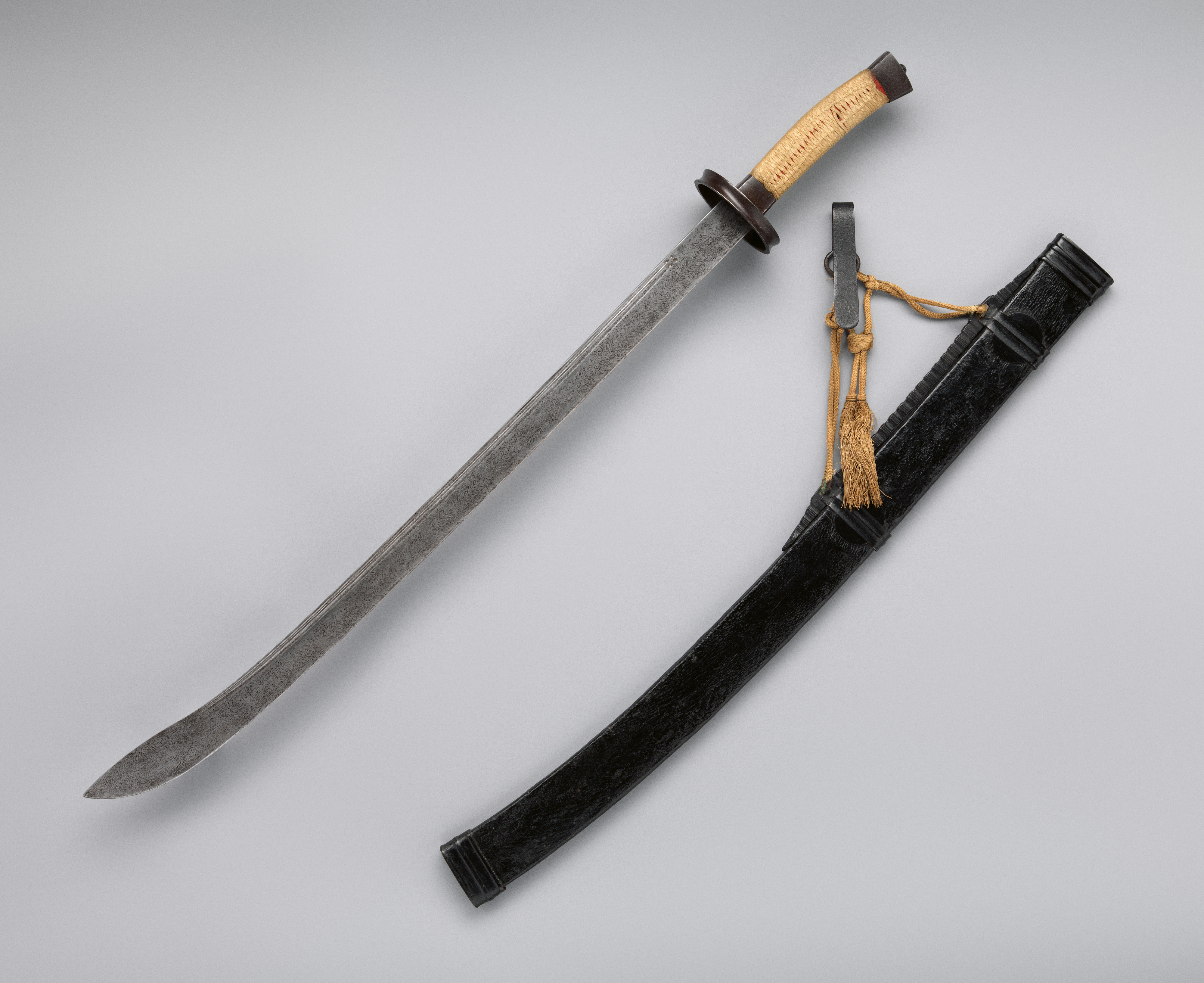
Dao y vaina de origen chino..

Un dao (en chino 刀; pinyin: dāo; pronunciación: [táu]) es un arma blanca corva cortante de un solo filo, que en algunas variantes se ensancha en el último tercio. 
Es una de las cuatro grandes armas de las artes marciales de China junto con la jian, la qiang y el gun, conocida en este grupo como el "General de todas las armas"[cita requerida]. 
Es precursora de la katana japonesa (con la que comparte el pictograma "刀") y de las espadas curvas que, gracias a las invasiones, tribus migratorias y rutas comerciales que llegaron hasta a Europa, acabaron desarrollándose en armas como las shamshir persas, el talwar indio, el saif árabe, la cimitarra, los alfanjes europeos y el sable en su forma casi final de la Europa del este.
Esta arma apareció en la Edad del Bronce y en la actualidad se sigue empleando en kungfú y taichí.

## Descripción
La hoja de los dao se curva ligeramente en su último tercio de diversas maneras. Aunque su uso principal fue el de asestar tajos, algunos textos indican que el contrafilo del último tercio era óptimo para dar estocadas[cita requerida]. 
Sus dimensiones y forma varían a lo largo de los siglos. Encontramos armas a una mano o dos manos, decenas de variantes de punta, formas de hoja más o menos rectas o anchas, etc.
El dao del artículo, que no es la forma más primitiva, es también llamado yanmao dao, y como se puede observar presenta la misma ligera curvatura hacia su centro de percusión que sus posteriores descendientes turco-europeas.

### Variantes
Algunos tipos de dao que han aparecido a lo largo de los siglos son los siguientes:

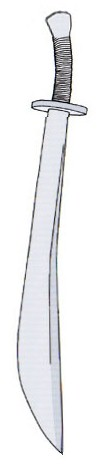
Liu ye dao.

- Liu ye dao 柳叶刀 pinyin: Liǔyèdāo 'sable hoja de sauce'
- Zhan ma dao 斬馬刀 'sable mutilador de caballos'. En japonés: Zanbatō.
- Yan ling dao 雁翎刀 'sable pluma de ganso': Período Song.
- Yao dao 腰刀 'sable de talle'. Período Ming.

Algunas variantes recuerdan a la forma de las katanas japonesas; otros, a los alfanjes o los bracamartes europeos (como el liu ye dao y el yan ling dao); y otros simplemente son variaciones que volvieron de los Balcanes o Turquía gracias al comercio y modas migratorias. Los dao engloban a 18 tipos de sables[cita requerida].
Por ello, el dao se ha convertido en una voz genérica—de la misma forma que el término alfanje— que describe a varios tipos de hojas curvas de origen chino y mongol.

## Historia y orígenes
Los sables chinos tienen su origen en el II milenio a. C., justo en la Edad de Bronce china, pero, al contrario que occidente, China ya era el mayor reino o imperio que haya perdurado durante la historia. Es por ello que las artes y ciencias, —en el caso que nos ocupa, la metalurgia—, estaban más desarrolladas. Su trabajo del bronce era de una técnica superior a la del resto. De hecho ya en el siglo XVII a. C. su forja laminada y bimetálica de hierro y bronce otorgaban a sus espadas y sables dos características, flexibilidad en su vena central y dureza en sus filos cortantes, siendo por tanto armas distintas a las típicas armas de bronce occidentales. Además también en esa época recubrían con antioxidante las hojas—.
Debido al grado tan elevado de la técnica en la metalurgia y aleaciones del bronce, China no pasó tan rápido a las armas de acero. Por ello ciertos textos aún afirman que se estancaron en el bronce, cuando en realidad el laborioso y superior uso del bronce —incluso a escala pseudo industrial— no les urgió en reconvertir su industria del bronce a la del hierro acerado.
De hecho fue tan alta su técnica que en siglo II a. C. ya forjaban largas espadas de guerra de dos manos —unos cuantos siglos antes que los occidentales—.
Para ver una detallada cronología de la metalurgia china antigua ver la espada china jian.